# کواسولو تورینزه
کواسولو تورینزه (به ایتالیایی: Coassolo Torinese) یک کومونه در ایتالیا است که در استان تورین واقع شده‌است.

## خصوصیات
کواسولو تورینزه ۲۸٫۰ کیلومترمربع مساحت و ۱٬۵۲۱ نفر جمعیت دارد و ۷۴۲ متر بالاتر از سطح دریا واقع شده‌است.